# Александар Шаленберг
Александар Георг Николас Шаленберг (Берн, 20. јун 1969) је аустријски дипломата, правник и политичар и од 2021. године министар спољних послова у влади канцелара Карла Нехамера. Претходно је исту функцију обављао од 2019. до 2021. године у влади Бригите Бирлајн и Себастијана Курца. Члан је Аустријске народне партије (ОВП). Накратко је служио као канцелар Аустрије, наследивиши Себастијана Курца од 11. октобра до 6. децембра 2021.

## Породично порекло
Члан је грофовског огранка аустроугарске породице Шаленберг, Александар је рођен 1969. године у Берну у Швајцарској, где је његов отац Волфганг служио као аустријски амбасадор. Његова мајка је родом из Швајцарске и ћерка је банкара. Александар Шаленберг је одрастао у Индији, Шпанији и Француској где је његов отац служио као амбасадор; његов отац је на крају постао генерални секретар Министарства спољних послова Аустрије.
Његов деда по оцу, Херберт, гроф од Шаленберга (1901–1974), био је аустријски генерални конзул у Прагу, док је његова бака по оцу била ћерка политичара Валтера Коха, саксонског и касније немачког амбасадора у Прагу. Александар је праунук аустроугарског генерала Карла Костершица фон Маренхорста. Традиционална титула Александра Шаленберга је гроф, наследна титула коју је његова породица преузела 1666. у оквиру Хабзбуршког царства. Он је први аустријски канцелар од Курта Шушнига и Грофа Штархемберга који припада једној племићкој породици.

### Брак и деца
Шаленберг се 1995. оженио француско-белгијском европском државном службеницом Мари-Изабел Енен (рођена 1969. у Уклеу, у Белгији). Она је ћерка Ерика Енена и истакнуте коњанице из високог париског друштва из 1960-их Изабел Ле Марескије. Мари-Изабел је унука истакнутог француског архитекте Ноела Ле Марескијеа и шпанске племкиње Кончите Лопес де Техада; и нећака је бившег француског премијера Мишела Дебреа. Пјер Бурдије је о њеној породици говорио као о примеру француског „државног племства“.
Александар и Мари-Изабел Шаленберг имају четворо деце. Касније су се развели.

## Образовање и почетак каријере
Од 1989. до 1994. Александар је студирао право на Универзитету у Бечу, потом у Паризу. Од 1995. до 1996. године је магистрирао европско право на колеџу у Брижу, Белгија, институцији која има за циљ „оспособљавање елите младих руководилаца за Европу“ и за чије се дипломце каже да формирају "мафију из Брижа".
Године 1997. Шаленберг се придружио аустријској дипломатској служби. Од 2000. до 2005. године радио је у сталном представништву Аустрије при Европској унији у Бриселу, где је водио правну службу. Када је Себастијан Курц постао министар спољних послова, Шаленберг је 2013. именован за директора стратешког спољнополитичког планирања. Првобитно је требало да постане амбасадор у Индији 2014. године, али је одлучио да остане у министарству спољних послова како би радио са новим министром спољних послова. Шаленберг је био нашироко виђен као ментор неискусном Курцу који је мало знао о спољној политици. Курц је заузврат, Шаленберга унапредио на високе положаје. 2016. Шаленберг је постао шеф европског одељења министарства спољних послова.

## Политичка каријера

### Министар иностраних послова Аустрије
Шаленберг је 3. јуна 2019. наследио Карин Кнајсл на месту министра иностраних послова Аустрије. Свој први мандат као министар иностраних послова, Шаленбер је служио у владама Бригите Бирлајн и Себастијан Курца. Тај мандат је завршио 11. октобра 2021. када је преузео функцију канцелара аустријске владе. Други Шаленбергов мандат као министра иностраних послова траје од 6. децембра 2021. и то у влади Карла Нехамера.

### Канцелар Аустрије
Након што је Курц 9. октобра 2021. најавио своју оставку као резултат истраге о корупцији, ОВП је предложио Шаленберга да замени Курца на месту канцелара Аустрије.
Шаленберг је 11. октобра 2021. положио заклетву за канцелара пред председником Александром Фан дер Беленом. У свом првом званичном акту, именовао је каријерног дипломату и амбасадора у Француској Михаела Линхарта да га наследи на месту министра спољних послова Аустрије.
У новембру 2021, Шаленберг је најавио да ће вакцине против КОВИД-19 бити обавезне у Аустрији од фебруара 2022. Тако је Аустрија постала прва европска земља која је наметнула вакцинисање као обавезно.
Шаленберг је најавио оставку 2. децембра 2021. након Курцове објаве да напушта политику. Као разлог за повлачење Шаленберг је навео да би канцелар и лидер странке требало да буду иста особа.

## Почасти
- Велики крст Ордена за заслуге Кнежевине Лихтенштајн (2019)[23]
- Витешки Велики крст Ордена за заслуге Републике Италије (2020)[24]

## Остале активности
Од 2020. године, Шаленберг је повереник Националног фонда Републике Аустрије за жртве националсоцијализма.